# わぐりたかし
わぐり たかし（本名：和栗 隆史、1961年 - ）は、日本の放送作家、語源ハンター、宿坊博士（経済学博士）、一般社団法人全国寺社観光協会『寺社Now』編集長、観光庁「城泊・寺泊による歴史的資源の活用事業」寺泊担当派遣専門家、元大阪府公立学校長。東京都生まれ。

## 人物
学生時代に『アメリカ横断ウルトラクイズ』のアシスタントとして放送作家デビュー。ディレクターやプロデューサーも兼務しながら、幅広いジャンルの番組を企画・構成・演出・プロデュース、メディアミックスを仕掛ける。霊能者宜保愛子、聖者サイババ、催眠術師WATARU（作家 松岡圭祐）、マジック界の貴公子セロ、美のカリスマIKKO、美食の王様・来栖けいなど異才発掘のほか、民放初の南極生中継やエジプト・ピラミッド特番など国内外を舞台に大型スペシャル番組も数多く手がけている。
また、世界でただ一人の言葉の旅人“語源ハンター”として、さまざまな言葉が誕生した由来の地「語源遺産」を訪ねて国内外各地を旅している。「サンドイッチ」の語源となったと言われる英国サンドイッチ伯爵家を訪ねて世界で初めて語源の真相に直接迫ったことでも知られている。読売新聞夕刊連載コラム「語源ハンター」などの新聞・雑誌連載や、著書に『地団駄は島根で踏め〜行って・見て・触れる《語源の旅》』（光文社新書）、『ぷらり日本全国「語源遺産」の旅』（中公新書ラクレ）などがある。
一方で、日本フードジャーナリスト会議代表、日本フードメディアフォーラム主宰、辻静雄食文化賞中間選考委員、料理本のアカデミー賞「Gourmand World Cookbook Awards（グルマン世界料理本大賞）」日本事務局代表。美味しい動画配信サイト「キッチンライフTV」（2010年〜）統括プロデューサーなども歴任。美味しいブックサロン「Cook Book Cafe」店長としての活動もある。
2014年4月、3年の任期付で大阪府公立学校長に任命され、大阪府立金岡高等学校（所在地：大阪府堺市）の第13代校長に転身。日本初の（公認）帰宅部を創設。堀江貴文やLINEの森川亮といったIT系の大物ゲスト講師をはじめ、米良美一（カウンタテナー）やR-指定（フリースタイルラッパー）、大前光市（義足のダンサー）などのエンターテイメント系ゲスト講師なども続々招聘して話題に。また、きたるべき将来に備えてインターネット双方向ライブ配信システムを構築して活用する「リモート授業」の実現を提唱して、府立学校初の「ICTを活用した先進的な学習プラン支援校」となる。
2015年には、松竹芸能と協働で、〈正解のない時代に、正解のない授業シリーズ第1弾〉日本初の新教育課程「探究（笑育）」を開発実践。「探究（笑育）」は、漫才づくりなどを通して、創造力・論理的思考力・情報編集力・コミュニケーション能力・表現力といったスキルを身につける先進的なアクティブ・ラーニング型授業として注目を集める。関連して、漫才の頂上決戦「M-1グランプリ2015」に現役「校長・教頭」コンビで出場。同時に出場した生徒会長・副会長コンビと共に2回戦に進出してメディアを賑わせた。
2016年には、電通総研アクティブラーニング こんなのどうだろう研究所（電通Bチーム）と協働で、〈正解のない時代に、正解のない授業シリーズ第2弾〉「探Ｑ（変な授業）」を開発実践。国立教育政策研究所『多様なパートナーシップによるイノベーティブな生涯学習環境の基盤形成に関する研究報告書』にイノベーティブな先進事例として取り上げられるなど教育界やメディアなど各方面からの注目を集めた。
2017年3月、大阪府公立学校長を任期満了退職後、同年4月に一般社団法人全国寺社観光協会の企画室長に転身。同協会が発行する情報誌『寺社Now』編集長、2021年には同雑誌のDX版WEBメディア『寺社Nowオンライン』編集長。観光庁「城泊・寺泊による歴史的資源の活用事業」における「寺泊」担当の派遣専門家も務め、全国各地を視察や支援で訪れている。
2019年3月、大阪府立大学大学院経済学研究科博士前期課程（観光・地域創造専攻）修了、修士（学術）、MSc. (Master of Science in Tourism Management) 、修士学位論文「「宿坊」の研究 序説：東アジア仏教文化圏におけるその歴史的変遷と日本における現代的変容に着目して」。2024年3月、同大学院博士後期課程（経済学専攻）修了、博士（経済学）、博士学位論文「現代日本における宿坊の変容と地域社会で果たす役割に関する研究」。
「宿坊」「銭湯」「観光まちづくり」「スピリチュアル・ツーリズム」「フードツーリズム」「ルーラル・ツーリズム」などをおもなテーマとして実践的な研究活動を展開している。

## 経歴
- 1980年 桐蔭学園高等学校卒業
- 1980年-1988年 東北大学法学部法学科中退
- 1985年- 放送作家
- 2005年- 語源ハンター
- 2012年-2017年 慶應義塾大学文学部（通信教育課程）卒業
- 2014年-2017年 大阪府公立学校長（大阪府立金岡高等学校校長）
- 2017年- 一般社団法人全国寺社観光協会企画室長、雑誌『寺社Now』編集長
- 2017年-2019年 大阪府立大学大学院経済学研究科博士前期課程修了、修士（学術）
- 2019年-2024年 同大学院経済学研究科博士後期課程単位取得退学、博士（経済学）
- 2020年-2022年 観光庁「城泊・寺泊による歴史的資源の活用事業」派遣専門家
- 2021年- WEBメディア『寺社Nowオンライン』編集長

## これまでの主な論文
- 修士学位論文「宿坊の研究序説：東アジア仏教文化圏におけるその歴史的変遷と日本における現代的変容に着目して」大阪府立大学,2019年
- 日本建築学会「空き寺・廃寺・空き家を活⽤した宿坊ゲストハウス開設の現状：コミュニティ再⽣拠点としての可能性に着⽬して」日本建築学会都市計画委員会持続可能な観光地形成小委員会『2021年度日本建築学会大会都市計画部門PD資料：ポストコロナに向けての観光地域の再生戦略』53-54,2021年
- 日本観光研究学会「宿坊における所有・経営・運営の機能分化に関する一考察：経営形態と外部アクターの役割に注目して」『観光研究 特集号』34:21-28,2022年
- 日本観光学会「寺院宿坊を起点としたルーラル・ツーリズムに関する考察：アントレプレナーシップの視点から」『日本観光学会誌』63:64-72,2022年
- 文化経済学会「寺院宿坊を活用したアーティスト・イン・レジデンス（AIR）の可能性：地域活性化の観点から」『文化経済学』20:33-41,2023年
- 博士学位論文「現代日本における宿坊の変容と地域社会で果たす役割に関する研究」大阪府立大学,2024年

## これまでの主な学会発表・講演
- 日本観光学会（2018年11月）「観光立国で活用が期待される「宿坊」の現代的変容」（於:南山大学）
- 日本フードツーリズム学会（2019年3月）「宿坊における「寺ごはん」の打ち出し方に関する伝統と創造：テキストマイニングによる分析を通じて」（於:大阪府立大学）
- 観光学術学会（2020年2月）「宿坊を基点とする観光まちづくりにおけるスピリチュアル・マーケット志向」（於:玉川大学）
- 日本フードツーリズム学会フーディーズ研究会報告会（2020年3月）「フーディーズ紳士録：近現代の日本における外食を誘引する情報発信者の系譜」（於:大阪府立大学）
- 日本フードツーリズム学会フーディーズ研究会報告会（2020年3月）「現代の日本におけるフードメディアの変遷に関する予備的考察」（於:大阪府立大学）
- 観光学術学会（2020年7月）「パンデミックを契機とする「リモート・ツーリズム」の萌芽」（於:京都外国語大学）
- 日本宗教学会（2020年9月）「コロナ禍における御開帳の変容：拝観停止とリモート参拝の試み」（於:駒澤大学）
- 交通史学会（2020年12月）「徳島藩の駅路寺に関する再考察：東アジア仏教文化圏における宿坊との対照的観点から」（於:愛媛澤大学）
- 日本フードツーリズム学会（2021年2月）「コロナ禍におけるオンライン・フードツーリズムの形成と課題：地域特産品の事前購入を条件とするツアーに着目して」（於:大阪府立大学）
- 観光学術学会（2021年7月）「宿坊を基点とする観光まちづくりにおけるスピリチュアル・マーケット志向」（於:京都外国語大学）
- 観光経済経営研究会（2021年7月）「地方寺院の宿坊を基点とする持続的な観光まちづくりにおけるスピリチュアル・ツーリズムとルーラル・ツーリズムの接合」（於:南山大学）
- 日本宗教学会（2021年9月）「宿坊の地域資源化とモダニティの再帰性：信仰と振興のはざまで」（於:関西大学）
- 地域活性学会（2021年9月）「過疎地における寺院宿坊を核とした地域コミュニティの再創造」（於:金沢星稜大学）
- 観光経済経営研究会・日本観光学会中部支部（2022年2月）「地域ビジネスとしての宿坊経営の価値分析に対する仏教経済学モデルの応用」（於:南山大学）
- 地域活性学会東北支部大会（2022年5月）「寺院宿坊が地域コミュニティの活性化に果たす役割と可能性に関する考察」（於:弘前大学）
- 「宗教と社会」学会（2022年6月）「現代日本における宿坊の変容と地域社会における役割についての考察：Discover Japan「お寺の宿」と2015-2022新規開業施設の比較から」（於:駒澤大学）
- 文化経済学会（2022年7月）「寺院宿坊を活用したアーティスト・イン・レジデンス（AIR）の可能性：地域活性化の観点から」（於:文教大学）
- 観光学術学会（2022年7月）「コロナ禍における宿坊のレジリエンス：持続可能な観光まちづくりへ向けて」（於:奈良県立大学）
- 日本宗教学会（2022年9月）「宿坊のクラウドファンディング考：地域社会との関係に注目して」（於:愛知学院大学）
- 観光経済経営研究会（2022年9月）「持続的な観光まちづくりにおける宿坊のファミリー・アントレプレナーシップ」（於:帝京大学）
- 日本観光研究学会（2022年12月）「宿坊における所有・経営・運営の機能分化に関する考察：経営形態と外部アクターに注目して」（於：金沢大学）
- 日本観光学会中部支部大会（2023年3月）「寺院宿坊にみる持続的な観光まちづくりにおけるエシカル・アントレプレナーシップに関する考察」（於：南山大学）
- 「宗教と社会」学会（2023年6月）「「地域宿坊」の創設を契機とするソーシャル・キャピタルの再創造」（於：愛知学院大学）
- 日本観光学会関西支部大会（2023年7月）「宿坊の分類：現代社会における多様化の理解に向けて」（於：大阪公立大学）
- 日本宗教学会（2023年9月）「宿坊と葬墓の現代的接合による「永代関係人口」の創出可能性」（於：東京外国語大学）

## これまでの主な企画・担当番組
NHK
- 課外授業 ようこそ先輩
- 新・真夜中の王国
- フルーツサンデー

日本テレビ系列
- スッキリ!!
- メレンゲの気持ち
- 所さんの目がテン
- ズームイン!!朝!
- ズームイン!!SUPER
- ルンルンあさ6生情報
- 野ブタ。をプロデュース
- 愛の流刑地
- たったひとつのたからもの
- ザ・ワイド（読売テレビ共同制作）
- NNNニュースプラス1
- NNNライブオンネットワーク
- NNNきょうの出来事
- 知ってるつもり?!
- テレビ三面記事 ウィークエンダー
- はじめてのおつかい
- さんま&SMAP!美女と野獣のクリスマススペシャル
- 時空のファンタジスタ 魔術師Dr.レオン
- ダウンタウンvs魔術師Dr.レオン!! 絶対見破るぞ史上最強マジックSP
- 細木数子&みのもんた 絶対!!幸せになろうよ
- 史上最大!全国民が選ぶ美味しいラーメン屋さん列島最新ベスト99
- 地球がレストラン
- 美食の殿堂
- 美女たちの食卓
- 史上最怖!世界の絶叫マシーン
- 激闘カリスマ先生スペシャル
- 宜保愛子 ピラミッドの謎に迫る
- 古代ロマンスペシャル 発見!ムー大陸
- 南極大陸スペシャル〜白い地平線の向こうへ
- アメリカ横断ウルトラクイズ
- エッ!うそーホント?

TBSテレビ系列
- 世界バリバリ☆バリュー（毎日放送）
- 所さんの20世紀解体新書
- 風に吹かれて

フジテレビ系列
- 熱血!平成教育学院
- たけしの日本教育白書
- ニュース知ってるつもり
- めざましテレビ
- ボクらの時代
- 恋するニッポン
- なんてったって好奇心
- 世界の常識・非常識!
- ふうふうごはん

テレビ朝日系列
- 素敵な宇宙船地球号
- 今週の所さん
- アッコの泣かしたろか!?
- 今夜は帰して!!
- ピカイチ
- ドキドキ世界大冒険
- しあわせロハス（BS朝日）
- 愛川欽也のEAT9(イート・ナイン)

テレビ東京系列
- たけしの誰でもピカソ
- いい旅・夢気分
- 田舎に泊まろう!
- ドライブ A GO!GO!
- スポーツ100%
- 仰天!ひらめき研Q所
- 家族そろって歌合戦
- 知ってドーするの!?
- ロハスな生活
- おいしい情報の楽園
- 大竹まことのただいま!PCランド
- 史上最強の預言者 ジュセリーノ 未来を変える5つの警告
- 史上最強の預言者 ジュセリーノ 新たなる5つの警告
- 奇跡のマジシャン セロ 1,2,3
- 奇跡の祭典!マジック格闘技T-1グランプリ

TOKYO MX
- 新・東京百景

BBC（英国）
- Mu-Looking for a Lost Continent

## 「語源ハンター」としての主な出演番組
- 日本人のおなまえっ NHK
- 視点・論点 NHK
- お元気ですか日本列島 NHK
- 週刊ブックレビュー NHK BS2
- ほっとイブニング NHK名古屋
- つながるラジオ 金曜旅倶楽部 NHKラジオ第1
- ゆきねえの名古屋なごやか喫茶 NHKラジオ第1
- すっぴん！ 源ちゃんのゲンダイ国語 NHKラジオ第1
- ZIP!日本テレビ
- 朝生ワイド す・またん! 読売テレビ
- かんさい情報ネット ten! 読売テレビ
- 安住紳一郎の日曜天国 TBSラジオ
- 堀尾正明＋プラス！ TBSラジオ
- 水野真紀の魔法のレストラン MBS毎日放送
- 熱血!平成教育学院 フジテレビ
- 語源ゴー！ゴー！ フジテレビFNS系列各局
- FNNスーパーニュースアンカー 関西テレビ
- ビーバップ!ハイヒール ABC朝日放送
- 世界!どや顔サミット ABC朝日放送
- ハマ・オカモトのRADIPEDIA J-WAVE
- J-WAVE TOKYO MORNING RADIO J-WAVE
- RENDEZ-VOUS J-WAVE
- 山田五郎&中川翔子 東京REMIX族 J-WAVE
- Suntory Saturday Waiting Bar〝AVANTI〟 TOKYO FM
- 住吉美紀 Blue Ocean TOKYO FM
- 望月理恵 Blue Ocean TOKYO FM
- 小山薫堂 ジャパモン TOKYO FM (JFN)
- ラジオ版 学問ノススメ JFN
- 梶原しげるの ON THE WAY JOURNAL』 (JFN)
- 小山薫堂＆柳井麻希 FUTURESCAPE FMヨコハマ
- MORNING STEPS FMヨコハマ
- Driver's Meeting FMヨコハマ
- POWER BAY MORNING bayfm
- チャイム FM NACK 5
- みのもんたのウィークエンドをつかまえろ 文化放送
- 前田武彦 東京わがままモーニング ラジオ日本
- 峰竜太のミネスタ ラジオ日本
- 梶原しげる しゃべくりラジオ キックス 山梨放送

## 「校長」としての主な出演番組
- サラメシ NHK
- ニュースほっと関西 NHK
- 朝生ワイド す・またん! 読売テレビ
- あさチャン! TBS
- モーニングショー テレビ朝日
- 胸いっぱいサミット! 関西テレビ
- ワンダー 関西テレビ
- ニュースリアル テレビ大阪
- 新・週刊フジテレビ批評 フジテレビ
- めざましテレビ 「ココ調」 フジテレビ
- AbemaPrime AbemaTV
- みのもんたのよるバズ! AbemaTV
- 松木安太郎のバーンってやってドーン！ JFN
- 上柳昌彦あさぼらけ 『あけの語りびと』ニッポン放送
- 梶原しげる しゃべくりラジオ キックス 山梨放送

## 著書
- 「ちんたら」の語源は鹿児島にあった！ことばの発祥地をめぐる全国23の旅（光文社知恵の森文庫、2018年）
- 変な校長 〜 未来を変える勇気の呪文「ゼロ・プラス・ワン」（セブン&アイ出版、2016年）
- 大方言（ぴあ、2013年）
- ぷらり日本全国「語源遺産」の旅（中央公論新社、2013年）
- 地団駄は島根で踏め〜行って・見て・触れる《語源の旅》（光文社、2009年）
- ポカホンタスの秘密（データハウス、1995年）
- ポカホンタス（講談社、1995年）
- 神様の秘密〜イルカとサイババの超脳力（データハウス、1995年）
- 宜保愛子の証明（データハウス、1994年）

## 企画・プロデュース書籍
- 井出留美著「一生太らない生き方」（ぴあ、2014年）
- 葉石かおり著「じじいリテラシー」（星海社、2012年）
- 森脇慶子、YAKINIQUEST編著「【東京】ホルモンの名店」（東京書籍、2010年）
- フードジャーナリスト会議編「【東京】ひとりで行ける上質ごはん」（東京書籍、2009年）
- テレビ東京番組制作班著「ジュセリーノの予言〜日本の未来、世界の未来への警告」（ソフトバンククリエイティブ、2008年）
- テレビ東京番組制作班著「ジュセリーノの警鐘〜日本の未来、世界の未来への提言」（ソフトバンククリエイティブ、2008年）
- IKKO著「超オンナ磨き〜美のカリスマIKKOの幸せを呼ぶゴールデンルール」（アスコム、2006年）
- 世界バリバリ☆バリュー編著「史上最強!セレブのお取り寄せ」（アスコム、2006年）
- 来栖けい著「美食の王様 究極の167店 珠玉の180皿」（筑摩書房、2004年）

## ビデオ・DVD
- ザ・コクピット (THE COCKPIT)（原作：松本零士）
- 南極大陸〜白い地平線の向こう側（バップ）